# Глаукома
Смятало се е, че Глаукома или зелена звезда е чисто очно заболяване, протичащо с намаление на зрението поради увреждане на очния нерв от високо очно налягане. Наблюдава се предимно при възрастни лица (над 60 години), но според СЗО всички пациенти над 40 години подлежат на ежегоден контрол на вътреочното налягане. Глаукома при млади хора се среща по-рядко, но не и никога. Заболяването води до необратимо увреждане на зрението и в нередки случаи до пълно ослепяване.
Според най-съвременните схващания глаукомата не се разглежда като изолирано заболяване, а като група от невродегенеративни заболявания (Глаукоми), протичащи с увреда на зрителния нерв (оптикопатия) и характерни промени в зрителното поле на човека.

## Видове
Основното деление на заболяването е на първична и вторична глаукома.
- Първична – наричана още хронична глаукома е характерна за възрастните хора. Дължи се на относително запушване на очните канали, вследствие на което вътреочното налягане нараства. Протича бавно (в продължение на години), с редки изключения е без симптоми. Първичната глаукома бива с отворен или затворен ъгъл.
- Вторична е когато причинителят не се дължи на естественото стареене. Обикновено е съпътствана от други заболявания. С ясно изразени симптоми и често с бързо развитие. Може да бъде закритоъгълна, откритоъгълна, пигментна и др.
- Конгенитална (вродена) е когато възниква непосредствено след раждането.[3]

## Рискови фактори и диагностика
Според статистиката при хора с фамилна обремененост има 6% вероятност и те да заболеят от глаукома. Диабетиците и чернокожите са три до шест пъти по предразположени към откритоъгълната ѝ форма, а азиатците са податливи на закритоъгълна глаукома. Жените заболяват по-често от мъжете. Далекогледството и наследствеността са сред основните рискови фактори.
Факт е, че половината от заболелите не знаят за болестта си. Специалистите препоръчват всеки човек над 35 години да си прави профилактични прегледи (в България при специалист-офталмолог). Според проучванията няма пряка причинноследствена връзка между глаукомата и хипертонията, но комбинацията на двете заболявания утежнява прогнозата.
Глаукомата се разпознава по три основни критерия:
- Вътреочно налягане – нормални стойности от 10 до 21 mmHg; метод на изследване – офталмотонометрия и офталмодинамометрия[5];
- Състояние на зрителното поле – метод на изследване – периметрия и кампиметрия;
- Вид на зрителния нерв.

## Лечение
Глаукомата е лечима в начален стадий на болестта. Смятало се е, че единственият ѝ причинител е вътреочното налягане и лечението е било насочено към овладяването му. Последните изследвания показват, че болестта може да се развие и при нормални стойности на вътреочното налягане. Поради това се смята, че глаукомата е болест на зрителния нерв, а не на високото очно налягане.
| „ | Глаукомата каквото вземе – не връща. | “ |

### Лекарства
Често в начален стадий глаукомата се овладява само с капки за очи. Действието им е насочено към подобряване на оттичането на вътреочната течност или намаляване на продукцията ѝ. За лечението могат да се приложат и перорални медикаменти със същото действие като някои от капките.
Сред най-популярните медикаменти за лечение на глаукома са препаратите: Пилокарпин – 2 %, Козопт, Трузопт, Траватан, Ксалатан, Бетоптик С, Тимолол, Кузимолол, Дехидратин нео и др.

### Хирургия
Повечето от лазерните и конвенционалните хирургични техники са приложими при лечението на глаукомата. Основната цел на операцията е да се направи малък отвор в окото, който да позволи оттичането на вътреочната течност и намаляване на вътреочното налягане.